# 達摩出身傳燈傳

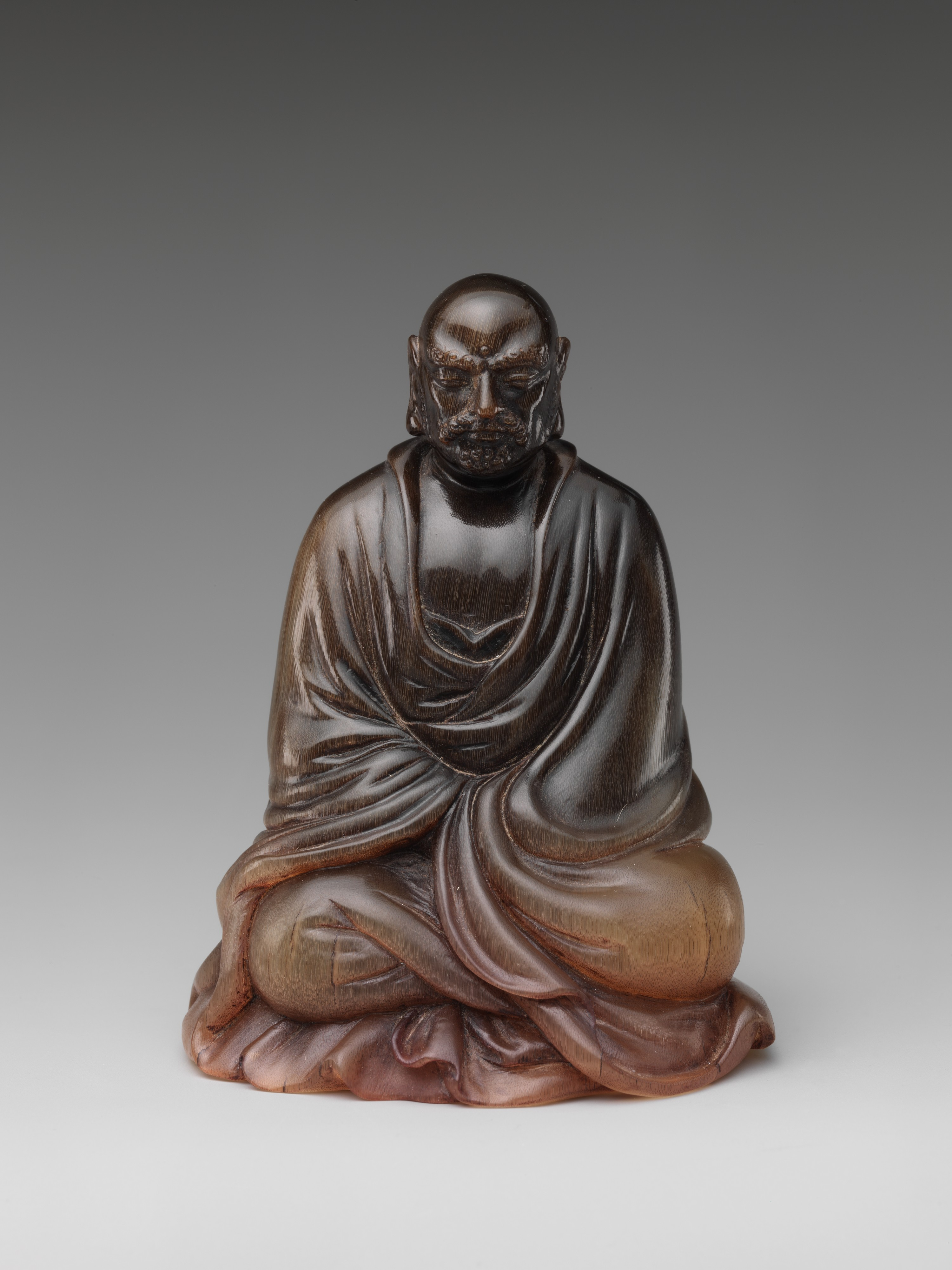
菩提達摩像

《達摩出身傳燈傳》又名《達摩傳燈傳》，明代小說家朱開泰編纂，成書於明萬曆年間。
《達摩出身傳燈傳》是一部與佛教人物有關的小說，主要是根據《景德傳燈錄》、《續傳燈錄》等書的內容加以鋪陳而寫成。
全文分為「出身」和「傳燈」兩部份，共四卷七十則小故事組成，闡述達摩禪師出身、拜師、從印度到中國傳教，後在少林寺面壁九年，傳法慧可，到被公認為中國禪宗初祖的一部紀傳體小說。

## 內容概述

### 出身
達摩是南印度香至國國王的三子，姓剎帝利，初名菩提多那。達摩天性聰慧，資質純篤，為人好善，樂於佈施，早年時期即有志佛門，直到二十七祖般若多羅祖師來到香至國，達摩方有了學道的契機。他得到般若多羅的青睞並將其收為皈依弟子，傳贈依缽，改名為「菩提達摩」。

### 傳燈
達摩先在南印度演教說法，後到震旦國（即中國）傳播佛法。達摩在南印度挽救了棄佛尊儒的異見王，並幫助異見王消災彌禍，共同懺悔，使其重新尊奉了佛教。後來，達摩從西天竺到中國，受到梁武帝的歡迎和尊敬，梁武帝只在言論上修持，不從寂靜中證悟，所以達摩離開南京到少林寺面壁並將衣缽傳給棄儒從釋的神光（即慧可）。

## 影視演出

### 電視
| 劇名              | 飾演者 | 首播年份  | 製作地區 | 來源  |
| ----------------- | ------ | --------- | -------- | ----- |
| 達摩 (中視電視劇) | 呂良偉 | 1999年7月 | 中國大陸 | [ 5 ] |
| 高僧傳-菩提達摩   | 孫翠鳳 | 2018年7月 | 台灣     | [ 6 ] |

### 電影
| 片名       | 飾演者 | 首映年份 | 製片地區 | 來源  |
| ---------- | ------ | -------- | -------- | ----- |
| 達摩祖師傳 | 爾冬陞 | 1994年   | 香港     | [ 7 ] |